# Erasto Nyoni
Erasto Edward Nyoni là một cầu thủ bóng đá người Tanzania hiện tại thi đấu cho Câu lạc bộ Tanzania Azam FC và đội tuyển quốc gia Tanzania.

## Sự nghiệp quốc tế
Anh từng thi đấu tổng cộng 89 trận cho Đội tuyển quốc gia Tanzania.

### Bàn thắng quốc tế
Tỉ số và kết quả liệt kê bàn thắng của Tanzania trước.
| Bàn thắng | Thời gian            | Địa điểm                                          | Đối thủ      | Tỉ số | Kết quả | Giải đấu                                     |
| --------- | -------------------- | ------------------------------------------------- | ------------ | ----- | ------- | -------------------------------------------- |
| 1.        | 16 tháng 6 năm 2007  | Sân vận động 4 tháng 8, Ouagadougou, Burkina Faso | Burkina Faso | 1–0   | 1–0     | Vòng loại CAN 2008                           |
| 2.        | 10 tháng 6 năm 2012  | Sân vận động Quốc gia, Dar es Salaam, Tanzania    | Gambia       | 2–1   | 2–1     | Vòng loại World Cup 2014                     |
| 3.        | 15 tháng 8 năm 2012  | Sân vận động Molepolole, Molepolole, Botswana     | Botswana     | 1–0   | 3–3     | Giao hữu                                     |
| 4.        | 5 tháng 7 năm 2017   | Sân vận động Moruleng, Moruleng, Nam Phi          | Zambia       | 1–0   | 2–4     | Cúp COSAFA 2017                              |
| 5.        | 24 tháng 3 năm 2019  | Sân vận động Quốc gia, Dar es Salaam, Tanzania    | Uganda       | 2–0   | 3–0     | Vòng loại CAN 2019                           |
| 6.        | 18 tháng 10 năm 2019 | Sân vận động Al-Merrikh, Omdurman, Sudan          | Sudan        | 1–1   | 1–2     | Vòng loại giải vô địch bóng đá châu Phi 2020 |